# Paulo Morgado
Paulo Alexandre da Silva Morgado (* 19. April 1972 in Luanda, Angola) ist ein ehemaliger portugiesischer Handballspieler.

## Karriere

### Verein
Paulo Morgado lernte das Handballspielen beim Académico Basket Clube in Braga. Dort durchlief der 1,92 m große Torwart alle Jugendmannschaften und debütierte in der Saison 1988/89 in der ersten portugiesischen Liga, der Andebol 1. Mit Braga gewann er 1991, 1992, 1993, 1995, 1996, 1997, 1998 und 2000 die Meisterschaft sowie 1990, 1991, 1992, 1993, 1995, 1996, 1997 und 2000 den Pokal. In der EHF Champions League 1993/94 unterlag er mit ABC in den Finalspielen gegen TEKA Santander.

### Nationalmannschaft
Mit der portugiesischen Nationalmannschaft nahm Morgado an der Europameisterschaft 2000 teil, wo Portugal den 7. Platz belegte. Bei der Weltmeisterschaft 1997 erreichte er mit dem Team den 19. Platz, bei der Weltmeisterschaft 2001 den 16. Platz. Insgesamt bestritt er 108 Länderspiele, in denen er zwei Tore erzielte.

## Privates
Sein Bruder Sérgio Morgado war ebenfalls Handballnationaltorwart. Gemeinsam nahm man an der Euro 2000 und der WM 2001 teil. Seine Neffen Francisco und Gonçalo spielen auch Handball.